# Monostola asiatica
Monostola asiatica är en fjärilsart som beskrevs av Alphéraky 1892. Monostola asiatica ingår i släktet Monostola och familjen nattflyn. Inga underarter finns listade i Catalogue of Life.